# Andrej Fed'kov
Andrej Jur'evič Fed'kov (in russo Андрей Юрьевич Федьков?; Rostov sul Don, 4 luglio 1971) è un ex calciatore russo, di ruolo attaccante.

## Statistiche

### Cronologia presenze e reti in nazionale
| Cronologia completa delle presenze e delle reti in nazionale ― Russia | Cronologia completa delle presenze e delle reti in nazionale ― Russia | Cronologia completa delle presenze e delle reti in nazionale ― Russia | Cronologia completa delle presenze e delle reti in nazionale ― Russia | Cronologia completa delle presenze e delle reti in nazionale ― Russia | Cronologia completa delle presenze e delle reti in nazionale ― Russia | Cronologia completa delle presenze e delle reti in nazionale ― Russia | Cronologia completa delle presenze e delle reti in nazionale ― Russia |
| Data                                                                  | Città                                                                 | In casa                                                               | Risultato                                                             | Ospiti                                                                | Competizione                                                          | Reti                                                                  | Note                                                                  |
| --------------------------------------------------------------------- | --------------------------------------------------------------------- | --------------------------------------------------------------------- | --------------------------------------------------------------------- | --------------------------------------------------------------------- | --------------------------------------------------------------------- | --------------------------------------------------------------------- | --------------------------------------------------------------------- |
| 25-4-2001                                                             | Belgrado                                                              | Jugoslavia                                                            | 0 – 1                                                                 | Russia                                                                | Qual. Mondiali 2002                                                   | -                                                                     | 46’                                                                   |
| 6-6-2001                                                              | Lussemburgo                                                           | Lussemburgo                                                           | 1 – 2                                                                 | Russia                                                                | Qual. Mondiali 2002                                                   | -                                                                     | 66’                                                                   |
| Totale                                                                |                                                                       | Presenze                                                              | 2                                                                     |                                                                       | Reti                                                                  | 0                                                                     |                                                                       |

## Palmarès

### Club
- Coppa di Russia

Terek Groznyj: 2003-2004
- Seconda serie russa: 1

Sokol Saratov: 2000
Terek Groznyj: 2004

### Individuale
- Capocannoniere della Seconda serie russa: 1

2000 (23 gol), 2004 (38 gol)